# Opsícion
Opsícion (grec medieval: Ὀψίκιον, Opsíkion) o el tema d'Opsícion (θέμα Ὀψικίου, Thema Opsikiu) va ser un tema o divisió administrativa de l'Imperi Romà d'Orient situat al nord-oest de la península d'Anatòlia. Creat sobre el lloc on estava estacionat l'exèrcit que formava la guàrdia Imperial, Opsícion va ser el més gran i prestigiós dels primers temes i el més proper a Constantinoble. Va participar en diverses revoltes durant el segle viii, i es va dividir en tres parts cap al 750. Després es va mantenir com un tema de segon ordre fins al moment de la Quarta Croada.

## Història
El tema d'Opsícion va ser un dels primers quatre temes que es van constituir i deu el seu origen als exèrcits «presencials» de l'Imperi Romà d'Orient. El terme Opsícion deriva del llatí Obsequium que al començament del segle vii, feia referència a la unitat que servia de guàrdia de l'emperador al campament. És possible que al principi, aquesta unitat estigués estacionada a Constantinoble. A la dècada del 640, arran dels desastres de les incursions àrabs, el que en quedava dels exèrcits en campanya van ser retirats d'Àsia Menor i es van establir en grans districtes, els temes. El tema d'Opsícion va ser la regió on es va establir la guàrdia imperial, (Mísia, Bitínia i algunes parts de Galàcia, Lídia i Paflagònia), des dels Dardanels fins al riu Halis, amb Ancira com a capital. Es desconeix la data exacta de la seva creació, però la referència més antiga indica que ja existia al voltant de 626. Podria haver inclòs originàriament el Tema de Tràcia, que sembla que havia estat administrat conjuntament amb el tema d'Opsícion a finals del segle vii i principis del VIII.
Aquest origen particular del tema d'Opsícion es reflecteix en diversos aspectes de la seva organització. El títol del seu comandant no era στρατηγός (estrateg) com en altres temes, sinó κόμης (comes, el títol complet era κόμης τοῦ βασιλικοῦ Ὀψικίου,komēs tou basilikou Opsikiou, "comte de l'Opsícion Imperial"). No se subdividia en turmes (o esquadrons), sinó en domesticats comandats per un domèstic i formats per cossos d'elit de l'exèrcit, tal com va passar amb els Optimats i els Buccel·laris, dos paraules que es van originar amb el reclutament dels gots federats entre els segles IV i VI. El seu prestigi es constata en els segells que usaven els seus comandants, sobre els quals hi havia inscrit "Opsícion Imperial guardat per Déu (θεοφύλακτον βασιλικόν ὀψίκιον, i en llatí A Deo conservandum imperiale Obsequium).
Era eltema més proper a la capital imperial i la més important de totes, i els comtes es veien sovint temptats a revoltar-se contra els emperadors. Ja el 668, a la mort de Constant II a Siracusa, el comte Mecenci va intentar un cop d'estat que va fracassar. Quan governava el tema el patrici Barasbacuri, el tema d'Opsícion era la principal base del poder de Justinià II. Aquest emperador va instal·lar en aquell territori molts eslaus capturats a Tràcia, per tal de reforçar el seu poder militar, però la majoria van fugir durant el primer enfrontament amb els omeies. El 713, l'exèrcit d'Opsícion va derrocar l'emperador Filípic, que havia deposat i assassinat Justinià II, i van col·locar al tron Anastasi II, abans de substituir-lo per Teodosi III el 715. El 716, el tema d'Opsícion va donar suport a l'ascens al tron de Lleó III Isàuric, però el 718, el seu comte, el patrici Isoes, es va aixecar contra ell sense resultat. L'any 741-742, el curopalata Artabasd la va utilitzar com a base per la seva breu usurpació contra Constantí V Coprònim. El 766, un altre comte va ser cegat després del fracàs d'un motí contra el mateix emperador. En aquell moment, les revoltes del tema d'Opsícion no eren només un reflex de les ambicions del seu comte, ja que el tema era fermament iconòdul i s'oposava a la política iconoclasta dels emperadors isàurics. Constantí V va decidir reduir el seu poder i va dividir el tema en dos de nous, el dels Buccel·laris i el dels Optimats. Simultàniament, va reclutar nous regiments d'elit de guàrdies iconoclastes, els tagmes.
L'Opsícion així reduït es va convertir en un tema ordinari. Les seves forces es van dividir en turmes i el comte, que va canviar el nom pel d'estrateg a finals del segle ix, va baixar al sisè lloc en la jerarquia dels comandants dels temes. Al segle ix, el seu salari anual del comes era de 30 lliures d'or, i manava 6.000 homes (quan al tema antic en comanava 18.000). La capital va passar a Nicea, i Constantí VII, a la seva obra Sobre l'administració de l'imperi, menciona nou ciutats més incloses en aquest tema: Cotièon, Dorilèon, Midaion, Apamea de Bitínia, Mirlea, Làmpsac, Pàrion, Cízic i Abidos.
Durant la revolta de Tomàs l'Eslau a principis dels anys 820, Opsícion es va mantenir lleial a l'emperador Miquel el Tartamut. El 866, l'estrateg, Jordi Peganes, es va alçar amb el tema dels Tracesis contra Basili I el Macedoni, llavors coemperador amb Miquel III l'Embriac. Al voltant del 930, Basili Mà de Coure es va revoltar contra Romà Lecapè. Aquestes dues revoltes, es van sotmetre fàcilment i van ser les últimes del segle viii.
El tema es va mantenir igual sota la dinastia dels Comnens i aparentment va seguir existint durant l'Imperi de Nicea. Jordi Acropolita diu que el 1234 va sucumbir als «italians», és a dir, a l'Imperi Llatí.